# Emanuel Perathoner
Emanuel Perathoner (Bozen, 12 mei 1986) is een Italiaanse snowboarder. Hij vertegenwoordigde zijn vaderland op de Olympische Winterspelen 2018 in Pyeongchang.

## Carrière
Bij zijn wereldbekerdebuut, in januari 2003 in Innichen, scoorde Perathoner direct wereldbekerpunten. In december 2004 behaalde hij in Hermagor-Pressegger See zijn eerste toptienklassering in een wereldbekerwedstrijd. Op de FIS wereldkampioenschappen snowboarden 2011 in La Molina eindigde de Italiaan als zeventiende op de snowboardcross. In januari 2012 stond Perathoner in Veysonnaz voor de eerste maal in zijn carrière op het podium van een wereldbekerwedstrijd. In Stoneham nam hij deel aan de FIS wereldkampioenschappen snowboarden 2013. Op dit toernooi eindigde hij als negentiende op het onderdeel snowboardcross. De Italiaan was geselecteerd voor de Olympische Winterspelen 2014 in Sotsji, aldaar ging hij echter niet van start.
Op de FIS wereldkampioenschappen snowboarden 2015 in Kreischberg eindigde Perathoner als 26e op de snowboardcross. In de Spaanse Sierra Nevada nam hij deel aan de FIS wereldkampioenschappen snowboarden 2017. Op dit toernooi eindigde hij als dertiende op het onderdeel snowboardcross, samen met Tommaso Leoni eindigde hij als veertiende in de teamwedstrijd snowboardcross. Tijdens de Olympische Winterspelen van 2018 in Pyeongchang eindigde de Italiaan als vijftiende op de snowboardcross.
Op 22 december 2018 boekte Perathoner in Breuil-Cervinia zijn eerste wereldbekerzege. Op de FIS wereldkampioenschappen snowboarden 2019 in Park City veroverde hij de bronzen medaille op de snowboardcross, samen met Francesca Gallina eindigde hij als vierde op de snowboardcross voor teams.

## Resultaten

### Olympische Winterspelen
| Jaar | Plaats      | Resultaten         |
| ---- | ----------- | ------------------ |
| 2014 | Sotsji      | DNS Snowboardcross |
| 2018 | Pyeongchang | 15e Snowboardcross |

### Wereldkampioenschappen
| Jaar | Plaats        | Resultaten                                 |
| ---- | ------------- | ------------------------------------------ |
| 2011 | La Molina     | 17e Snowboardcross                         |
| 2013 | Stoneham      | 19e Snowboardcross                         |
| 2015 | Kreischberg   | 26e Snowboardcross                         |
| 2017 | Sierra Nevada | 13e Snowboardcross 14e Snowboardcross team |
| 2019 | Park City     | Snowboardcross · 4e Snowboardcross team    |

### Wereldbeker
Eindklasseringen
| Seizoen   | Algm | SBX |
| --------- | ---- | --- |
| 2002/2003 | –    | 50e |
| 2004/2005 | –    | 38e |
| 2005/2006 | 271e | 59e |
| 2006/2007 | 221e | 45e |
| 2007/2008 | 170e | 43e |
| 2008/2009 | 153e | 40e |
| 2009/2010 | 307e | 73e |
| 2010/2011 | 80e  | 42e |
| 2011/2012 | –    | 16e |
| 2012/2013 | –    | 17e |
| 2013/2014 | –    | 12e |
| 2014/2015 | –    | 28e |
| 2015/2016 | –    | 18e |
| 2016/2017 | –    | 16e |
| 2017/2018 | –    | 8e  |

Wereldbekerzeges
| Datum            | Plaats          | Onderdeel      |
| ---------------- | --------------- | -------------- |
| 22 december 2018 | Breuil-Cervinia | Snowboardcross |